# Alfred von Kiderlen-Waechter

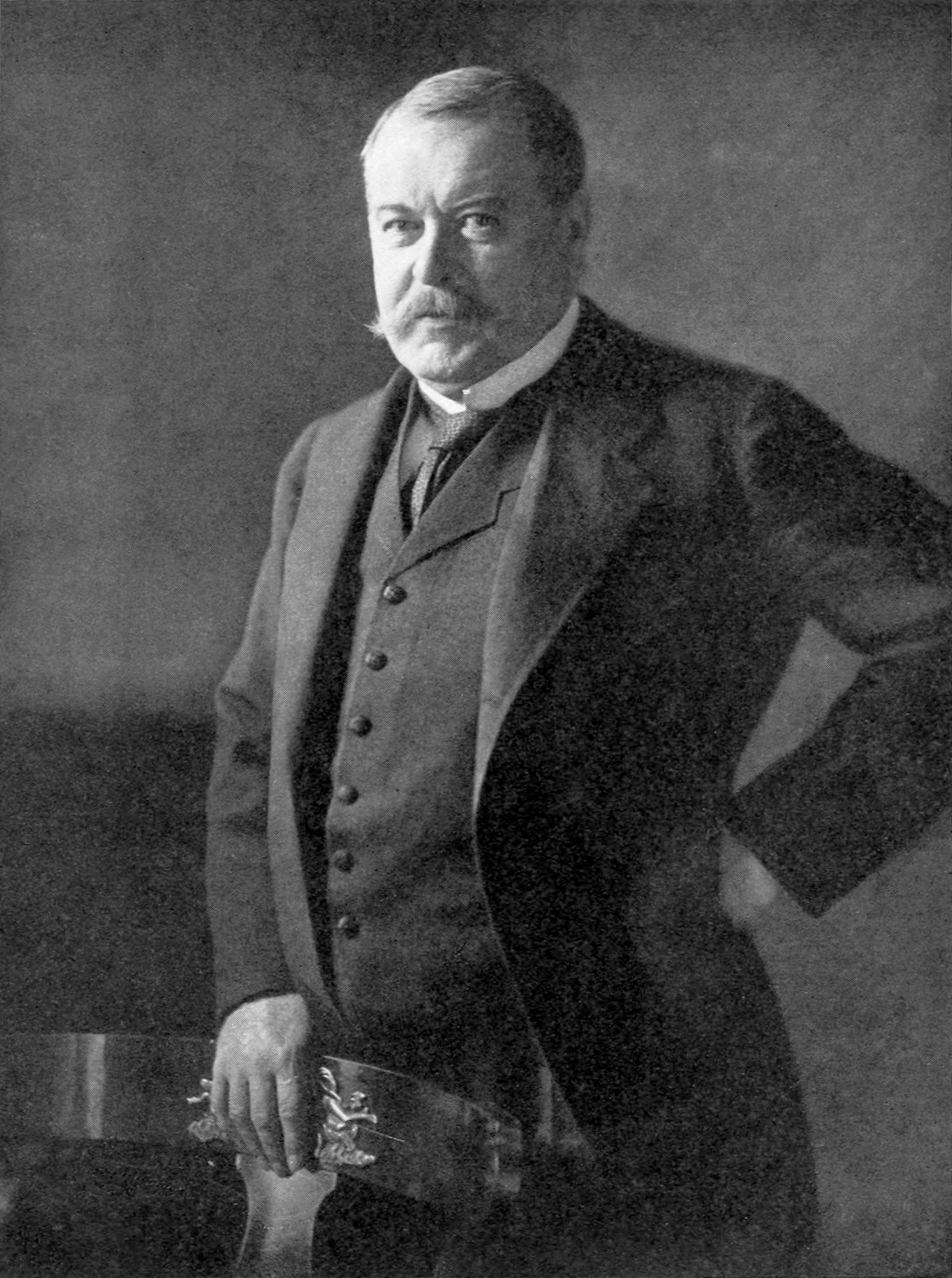
Alfred v. Kiderlen-Waechter

Alfred Kiderlen (* 10. Juli 1852 in Stuttgart; † 30. Dezember 1912 ebenda), ab 1868 Alfred von Kiderlen-Waechter, war ein deutscher Diplomat und Leiter des Auswärtigen Amtes.

## Familie
Kiderlen-Waechter entstammte einer Familie aus Neuburg bei Koblach (Vorarlberg), deren direkte Stammreihe mit dem Weißgerber Michael Kiderlen begann, seit 1610 Bürger in Ulm.
Er war der Sohn des königlich württembergischen Hofbankiers Robert Kiderlen und der Marie Freiin von Waechter. Der Vater war 1852 mit dem Orden der Württembergischen Krone und die Familie nach seinem Tod 1867 in den erblichen Adelsstand erhoben worden. Erst am 11. September 1868 mit Diplom vom 22. Januar 1869 erhielt Alfreds Mutter, Marie Kiderlen als Witwe gemeinsam mit ihren Kindern Alfred, Sarah und Johanna Kiderlen dazu die Anerkennung, in den württembergischen erblichen Adel erhoben zu sein, nebst Namens- und Wappenvereinigung mit den Freiherrn von Waechter als „von Kiderlen-Waechter“.

## Leben

Kiderlen-Waechter

Kiderlen-Waechter besuchte die Fürstenschule Grimma und das Gymnasium in Stuttgart (1868–1870). Hier legte er auch im August 1870 das Abitur ab. Als Einjährig-Freiwilliger nahm 1870/1871 am Deutsch-Französischen Krieg teil. Ab September 1871 studierte er Rechtswissenschaften an den Universitäten Tübingen, Leipzig und Straßburg. Er war in seiner Tübinger Studienzeit in der Verbindung Normannia Tübingen aktiv. Das Studium schloss er im November 1878 mit dem 2. juristischen Staatsexamen ab.
Am 1. Februar 1879 erhielt Kiderlen-Waechter seine Einberufung für eine diplomatische Laufbahn beim Auswärtigen Dienst des Deutschen Kaiserreichs. Ab diesem Zeitpunkt bekleidete er Auslandsposten in Kopenhagen, Sankt Petersburg und Paris. 1886 wurde er als Legationsrat an die deutsche Vertretung in Konstantinopel versetzt. 1888 zum Vortragenden Rat im Auswärtigen Amt befördert, wurde Referatsleiter in der Abteilung für Orientfragen.
Aufgrund einer respektlosen Anspielung im Satireblatt Kladderadatsch forderte Kiderlen den Herausgeber der Zeitschrift Wilhelm Polstorff zum Duell und verletzte ihn an der Schulter. Die darauf folgende Verurteilung zu viermonatiger Festungshaft, von der Kiderlen 1894 nur etwas mehr als zwei Wochen auf der Festung Ehrenbreitstein verbüßen musste, beeinträchtigte seine diplomatische Karriere nicht.
1894/95 war er preußischer Gesandter bei den Hansestädten. Am 31. Mai 1895 vertrat er Preußen und das Reich bei der Grundsteinlegung des Elbe-Trave-Kanals in Lübeck. Nach den Schlägen mit dem silbernen Hammer durch den präsidierenden Bürgermeister, Heinrich Theodor Behn, beschlug er ihn mit den Worten „Auch ich bitte um Gottes Segen für dieses Werk als ein neues Band durch uralte Freundschaft verbundenen, im neuen deutschen Reiche unauflöslich miteinander vereinten Nachbaren Lübeck und Preußen.“, gefolgt von dem Staatsminister Karl Heinrich von Boetticher.
Im gleichen Jahr ernannte man ihn zum Gesandten in Kopenhagen.
Wegen respektloser Äußerungen über Angewohnheiten und geistigen Zustand Kaiser Wilhelms II. und das vorgerückte Alter der Hofdamen der Kaiserin im Schriftverkehr mit seinem Vorgesetzten Adolf Marschall von Bieberstein fiel Kiderlen drei Jahre später in Ungnade und musste die folgenden zehn Jahre abseits des Weltgeschehens als Gesandter in Bukarest (Königreich Rumänien) verbringen. Als Vertreter des erkrankten Botschafters in Konstantinopel leitete er 1907 die Verhandlungen zum Bau der Bagdadbahn. Mit seiner Ernennung zum stellvertretenden Staatssekretär des Auswärtigen Amtes endete 1908 Kiderlens Exil. Durch sein Verhandlungsgeschick trug er zur Überwindung der Bosnienkrise bei und handelte nach der Ersten Marokkokrise ein deutsch-französisches Abkommen über Marokko aus.
Nach der Entlassung des Reichskanzlers Fürst Bernhard v. Bülow wurde Kiderlen 1910 zum Leiter des Auswärtigen Amts ernannt. Das von Kiderlen zunächst verfolgte außenpolitische Verständigungskonzept erhielt in der Zweiten Marokkokrise Juli 1911 einen schweren Rückschlag. Das Deutsche Reich musste gegen geringe Territorialgewinne in Westafrika seine Ambitionen in Marokko aufgeben. Die Flottenverhandlungen mit England endeten 1912 erfolglos.
Kiderlen-Waechter starb 1912 an einem Herzinfarkt, nachdem er sechs Cognac getrunken hatte.

## Veröffentlichungen
- Briefwechsel und Nachlass, Band 1, Deutsche Verlagsanstalten Stuttgart 1924;
- Briefwechsel und Nachlass, Band 2, Deutsche Verlagsanstalten Stuttgart 1924;